# Charles Humbert Marie Vincent
Charles Humbert Marie Vincent (Bourg-en-Bresse (Ain), 21 de março de 1753 — Bayonne (Pyrénées-Atlantiques), 27 de julho de 1831) foi um oficial general de engenharia do período da Revolução Francesa e do Primeiro Império Francês, que, integrado no Exército Napoleónico, se destacou pela sua ação em Portugal durante a Guerra Peninsular.

## Biografia
A 1 de janeiro de 1773 foi admitido no curso de engenharia militar na Escola Real de Engenharia de Mézières (École royale du génie de Mézières), em Mézières, com o posto de segundo-tenente, cujo curso terminou a 18 de janeiro de 1775, sendo nessa data promovido a primeiro-tenente.
Em 1779, realizou uma missão nas fronteiras do Jura e da Suíça, tendo recebido a sua patente de capitão em 23 de março de 1786. Neste posto, exerceu inicialmente a sua actividade na colónia francesa de São Domingos, na ilha de Hispaniola (Antilhas), para onde partiu a 14 de abril de 1786, ficando ali destacado de 1786 a 1791. A 1 de janeiro deste último ano de 1791 foi feito cavaleiro da Ordem de São Luís (chevalier de Saint-Louis), regressando de seguida a França.
Em maio de 1792, regressou à colónia de São Domingos, mas após os motins de 20 e 21 de junho de 1793 na cidade de Le Cap, foi obrigado a fugir para os Estados Unidos. Foi repatriado em agosto de 1795, mas entretanto fora nomeado chefe de batalhão em 21 de março de 1795, durante a sua estadia na América.
Em 23 de fevereiro de 1796, foi promovido a comandante de brigada (tenente-coronel) e, em 23 de março seguinte, foi novamente enviado para São Domingos como diretor-geral das fortificações das ilhas de Sotavento (das Antilhas francesas). Regressado a França em dezembro de 1797, voltou à colónia francesa de São Domingos em 29 de setembro de 1798. De regresso a Lorient, a 2 de novembro de 1799, foi colocado no Ministério da Guerra.
Em 1801, foi portador da constituição haitiana redigida por Toussaint Louverture e desaconselhou ao Primeiro Cônsul a realização de uma expedição a São Domingos, mas o seu conselho não foi ouvido. Em 1802 foi nomeado director de fortificações do Exército de Itália das forças do Exército Napoleónico ali em operações. Em 29 de janeiro de 1803, foi colocado em Amiens como diretor das fortificações, passando depois para Bayonne com o mesmo cargo. Foi feito cavaleiro da Legião de Honra a 11 de dezembro de 1803 e elevado a oficial daquela ordem honorífica a 14 de junho de 1804.
No posto de coronel, em 1807 foi colocado em comissão de serviço em Baiona, onde foi nomeado comandante do grupo de engenharia do 1.º Corpo de Observação da Gironda. Quando se preparou a primeira invasão francesa de Portugal, em finais de 1807, foi nomeado comandante-chefe dos engenheiros do Exército de Portugal (Armée de Portugal), a força francesa de ocupação de Portugal, sob o comando do general Jean-Andoche Junot. Após a tomada de Lisboa, a 1 de dezembro de 1807, e a conquista de Portugal, foi encarregado de assegurar a defesa das praças conquistadas.
Após o regresso a França por Bayonne, em 1809, foi enviado para a Toscânia como director da arma de Engenharia. Em 22 de setembro de 1814 foi promovido a promovido a general-de-brigada honorário, passando a marechal-de-campo titular a 28 de agosto de 1815, antes de ser reformado a 28 de outubro daquele mesmo ano.
Faleceu a 27 de julho de 1831 em Bayonne.